# Hexarthra
|  | Dieser Artikel wurde aufgrund von formalen oder inhaltlichen Mängeln in der Qualitätssicherung Biologie zur Verbesserung eingetragen. Dies geschieht, um die Qualität der Biologie-Artikel auf ein akzeptables Niveau zu bringen. Bitte hilf mit, diesen Artikel zu verbessern! Artikel, die nicht signifikant verbessert werden, können gegebenenfalls gelöscht werden. Lies dazu auch die näheren Informationen in den Mindestanforderungen an Biologie-Artikel. |

Hexarthra ist eine Gattung aus dem Stamm der Rädertierchen (Rotatoria).

## Beschreibung
Die Tiere werden je nach Art 100 bis 400 µm lang und besitzen zwei Linsenaugen. Auf ihrem Rumpf befinden sich sechs unterschiedlich lange Ruderanhänge mit fächerförmig gestellten Fiederborsten. Anders als bei den verwandten Arten der Filiniidae sind keine Stacheln ausgebildet.

## Lebensweise
Bei den Arten der Gattung Hexarthra handelt es sich um freilebende Rädertierchen, die sowohl im Süßwasser wie im Salzwasser vorkommen können.

## Systematik
Die Gattung wurde 1854 durch den österreichischen Zoologen Ludwig Karl Schmarda wissenschaftlich beschrieben und etabliert. Sie enthält zahlreiche Arten:
- Hexarthra bulgarica
- Hexarthra fennica
- Hexarthra intermedia
- Hexarthra jenkinae
- Hexarthra mira
- Hexarthra mollis
- Hexarthra oxyuris
- Hexarthra polyodonta
- Hexarthra propinqua
- Hexarthra reducens

## Belege
1. 1 2  Matthias Schaefer: Brohmer – Fauna von Deutschland. Quelle & Meyer Verlag, 19. Auflage, Heidelberg 1994, ISBN 3-494-01472-8; S. 52 bis 54